# 科濟伊夫卡 (科羅斯堅區)
50°21′57″N 29°7′1″E / 50.36583°N 29.11694°E
科濟伊夫卡（烏克蘭語：Козіївка）是位於烏克蘭北部日托米爾州日托米爾區的村莊，處於捷捷列夫河畔，始建於1646年，面積2.58平方公里，海拔高度178米，2001年人口523，人口密度每平方公里202.79人。